# Dyksterhusen
Dyksterhusen ist eine Reihensiedlung in Ostfriesland. Sie liegt südlich des Jemgumer Ortsteils Pogum, zu dem es verwaltungstechnisch gehört.

## Bedeutung des Ortsnamens
Als Dykster werden in Ostfriesland Deicharbeiter oder Deichanwohner bezeichnet. Der Ortsname bedeutet dementsprechend Häuser der Deichanwohner oder Deicharbeiter.

## Geschichte

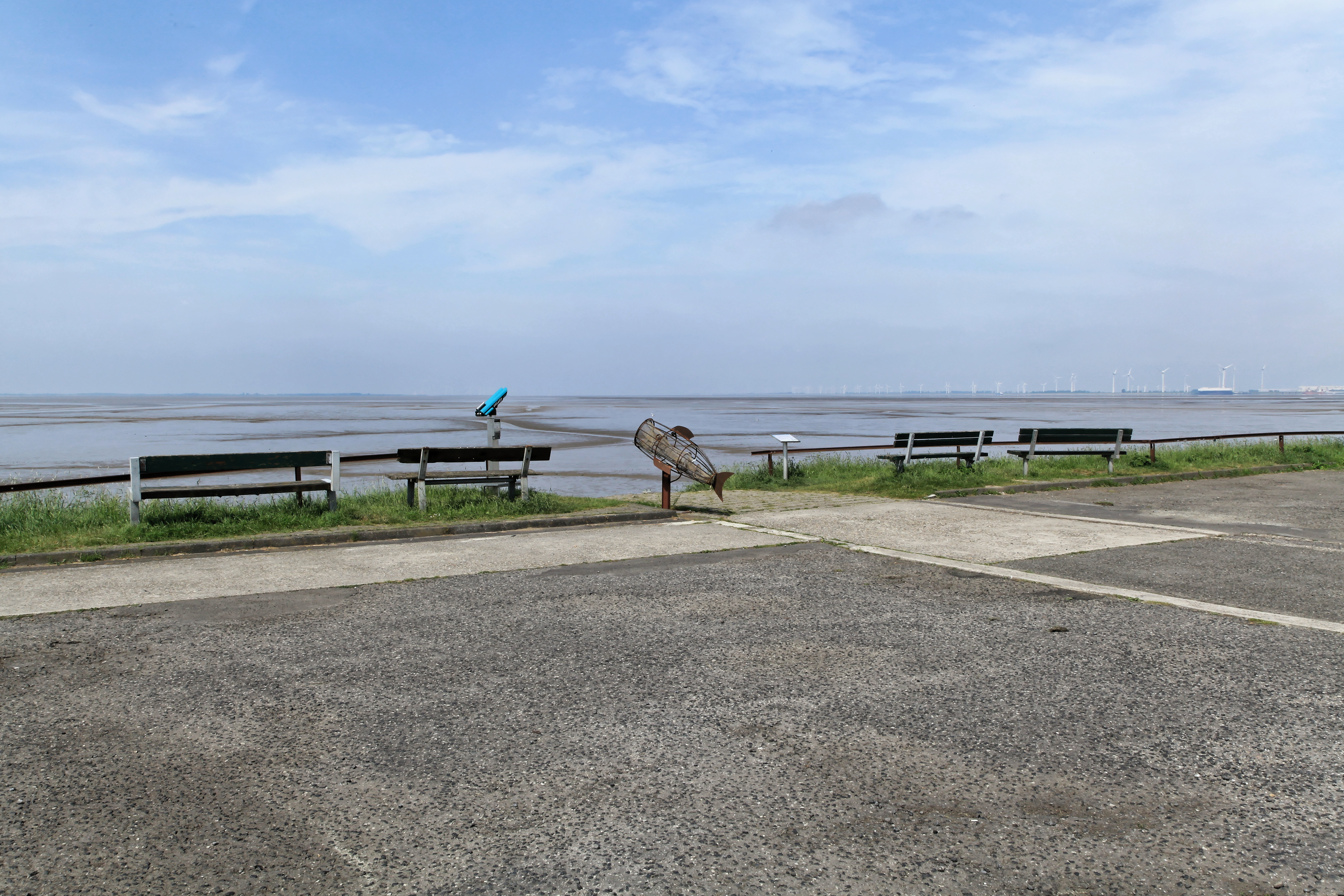
Die ehemalige Bohrinsel Dyksterhusen

Der Ort wird erstmals 1735 als Dicksterhausen urkundlich genannt. Ursprünglich war der Ort eine Siedlung von Arbeitern (unter anderem der namensgebenden Deicharbeitern), Warfsleuten mit kleiner Landwirtschaft und Wattfischern sowie Wasserwildjägern. Einige Wohnplätze sind bedeutend älter. So etwa zwei Bauernhöfe in der Mitte und im Süden von Dyksterhusen und weitere Wohnhäuser, die auf kleinen Warfen stehen. Jüngeren Datums sind die drei Aussiedlerhöfe an der neuen Straße entlang dem Wymeerster Sieltief.
Die Februarflut 1962 verursachte schwere Schäden am Dollartdeich westlich von Pogum. In der Folge wurde die Deichlinie verlegt und der Deich verstärkt.  Im Zuge der Baumaßnahmen wurde der nördliche Teil von Dyksterhusen aufgegeben und für die Bewohner südlich eine neue Siedlung angelegt.
Im Dollart vor Dyksterhusen befindet sich eine aufgeschüttete Plattform, auf der im Jahre 1964 Probebohrungen nach Erdgas durchgeführt wurden. Dabei wurde ein Gasvorkommen entdeckt. Dessen Ausbeutung galt jedoch als unwirtschaftlich. Nach Abbau des Bohrturms dient die ehemalige Plattform heute als Badestelle.